# 카르무 (리우데자네이루주)

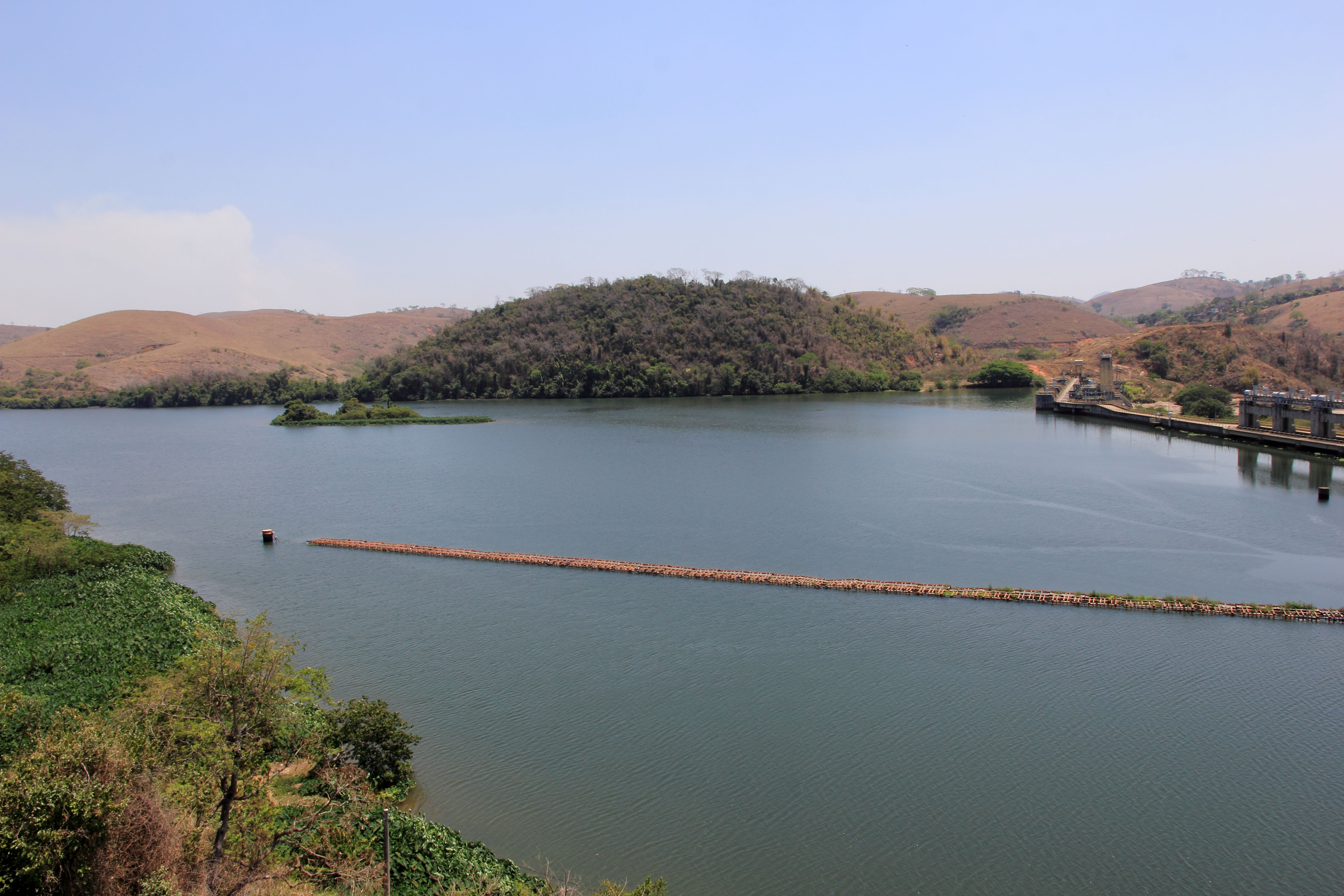
카르무에 위치한 일랴두스폼부스(Ilha dos Pombos) 수력 발전소

리우데자네이루 주 지도에 표시된 카르무의 위치

카르무(포르투갈어: Carmo)는 브라질 리우데자네이루주에 위치한 도시로 면적은 321.187km2, 높이는 347m, 인구는 17,439명(2010년 기준)이다. 도시의 별명은 "아름다운 도시"(Cidade Bela)이다.

시기
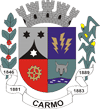
시 문장